# Aporosa lucida
Aporosa lucida là một loài thực vật có hoa trong họ Diệp hạ châu. Loài này được (Miq.) Airy Shaw mô tả khoa học đầu tiên năm 1975.